# Onze-Lieve-Vrouw-Geboortekerk (Halfweg)
De Onze-Lieve-Vrouw-Geboortekerk is een rooms-katholieke kerk aan de Doctor Schaepmanstraat 7 in Halfweg.
Tot aan 1929 hield de kerk parochie in een kerk midden in de dorpskern, die al werd doorsneden door de rijksstraatweg Amsterdam-Haarlem. De kerk werd te klein vanwege een toenemend aantal parochianen. Echter de kerk werd ook een sta-in-de-weg voor het almaar toenemend verkeer over de weg tussen Amsterdam en Haarlem. Er moest een oplossing gevonden worden.  
Voor de kerk werd in de omliggende polders (Osdorperpolder) een nieuw terrein gevonden en op 12 december 1927 ging de eerste heipaal de grond in. Architect Jan Kuijt had daartoe een gebouw ontworpen voor 600 gelovigen, dat paste binnen de bouwstijl van de Amsterdamse School. De kerk was driebeukig, geplaatst onder een gebogen/spitsboog dak (paraboolvorm was een liefhebberij van de architect) met op top een sluitsteen. Opvallend is de afwisseling in metselverbanden behoren bij de bouwstijl. De kerktoren met een door natuurstenen consoles ondersteunde metalen spits staat naast de kerk en in de toren zijn allerlei baksteen versieringen aangebracht. De vorm werd wel vergeleken met de geschubde inktzwam. De vierkante torenklokken kennen de typografie van de Amsterdamse School. Conform de bouwstijl zijn er dieprode deuren in gele stijlen en zijn dakgoten geaccentueerd door hun witte kleur. Het zou de enige kerk uit het oeuvre van Jan Kuijt blijven. Andere aandachtspunten van het gebouw zijn de altaarversiering en twaalf apostelramen zijn van de hand van Lambert Lourijsen. 
Op 3 februari 1929 werd de kerk ingezegend; de kerk was toen nog in staat van afbouw; een behoorlijke vorstperiode had ervoor gezorgd dat er vertraging in de oplevering had plaatsgevonden. Van heinde en ver waren gelovigen gekomen om de inzegening mee te maken, zo ook burgemeester Leonardus Hendrikus Simons. De kerk werd oriëntatiepunt binnen het gebied rondom; de opvallende toren stak boven alles uit. Ook vanuit de voorbijrazende trein is de kerktoren direct te zien.
De kerk deed jarenlang dienst, maar maakte aan het eind van de 20e eeuw een tegengestelde beweging mee; de ontkerkelijking had ingezet. Begin 21e eeuw werd dan ook geconstateerd dat de kerk te groot was geworden, ook was het onderhoud en de onderhoudskosten zelf niet meer goed op te brengen door een kleinere groep parochianen. Er werd gedacht aan sloop en nieuwbouw van de kerk, de kerk was geen gemeentelijk of rijksmonument, alhoewel het Cuypersgenootschap, toen de renovatieplannen bekend werden daartoe nog een poging ondernam. Zij werden in hun ogen echter tegengewerkt door het gemeentebestuur. 
De markante bouwstijl en toren zorgden ervoor dat de kerk behouden bleef. Om geld vrij te maken werden de omliggende terreinen herontwikkeld voor woninggebouw en werd de kerk verkleind; het oostelijk deel verdween; daar kwam bijvoorbeeld woningbouw aan het Wethouder Fijenpad en het Onze Lieve Vrouw Hofje. Nadat plannen in 2014 en 2015 uitgewerkt waren, werd er in de periode 2016 tot en met 2018 gesloopt en gebouwd. Het begeleidend architectenbureau Kentie & Partners zorgde ervoor dat de omringende nieuwbouw werd uitgevoerd in de stijl van de kerk. In plaats van plaatsen voor 600 bezoekers ontstond een kerk voor maximaal 80 parochianen. De verkleining had tevens tot resultaat dat aanmerkelijk bespaard kon worden op energie- en onderhoudskosten. Door te kiezen voor een modernere inrichting werd de kerk geschikt gemaakt voor ander gebruik. Bij de verbouwing werd een afwijkend uitgevoerd. In een stalen dragende constructie werd een kunstwerk van Niek Kemp geïntegreerd. Die dragende constructie volgt min of meer de rondingen van het dak. De laatste viering in de oude kerk was in mei 2016. In juni 2017 werd de vernieuwde kerk heropend.

## Heilig Hartbeeld
Sinds 1933 bevindt zich in de onmiddellijke omgeving een Heilig Hartbeeld (maker onbekend); intronisatie was op 25 juni 1933. 

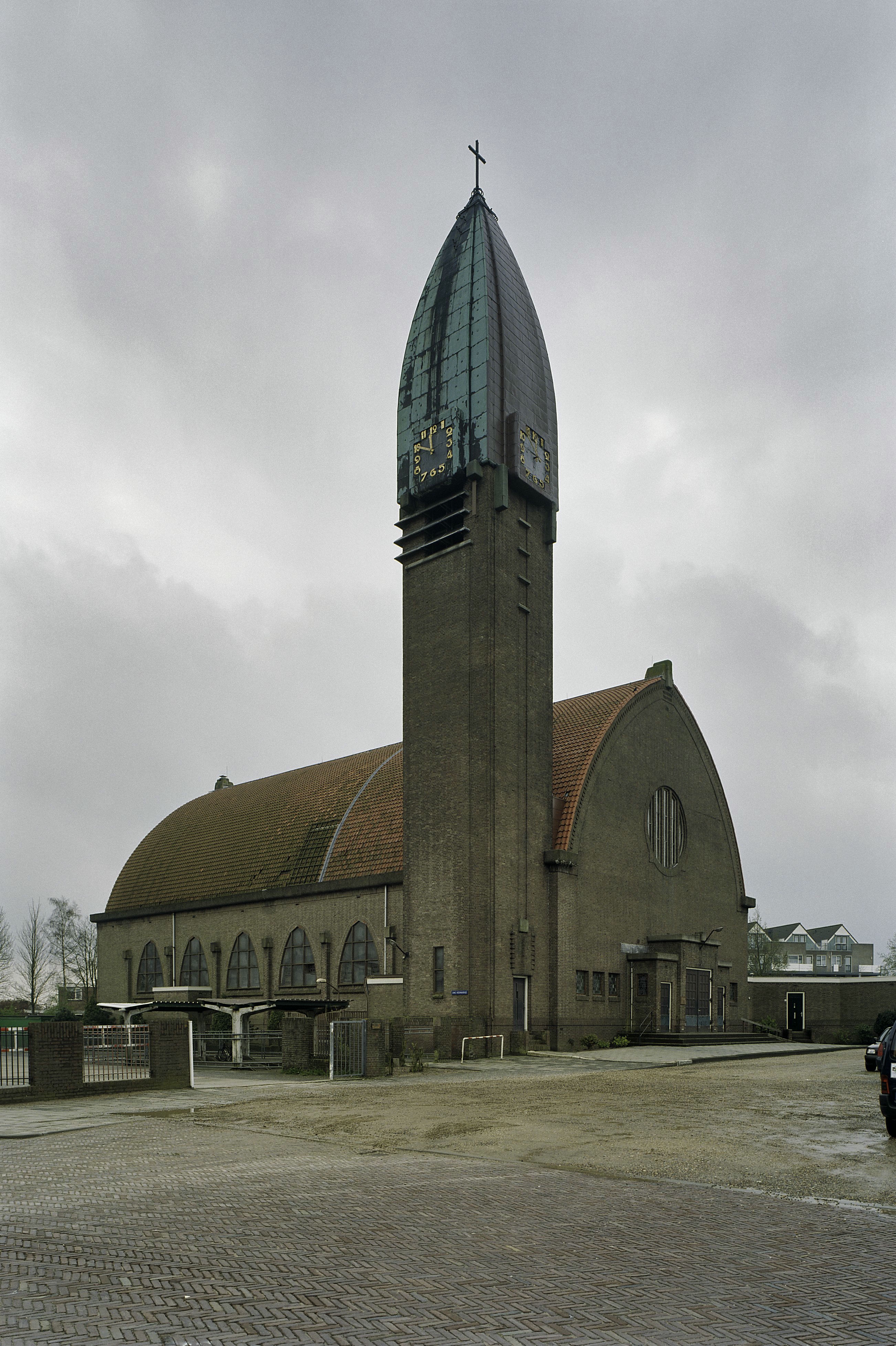
De “lange” kerk in 2005

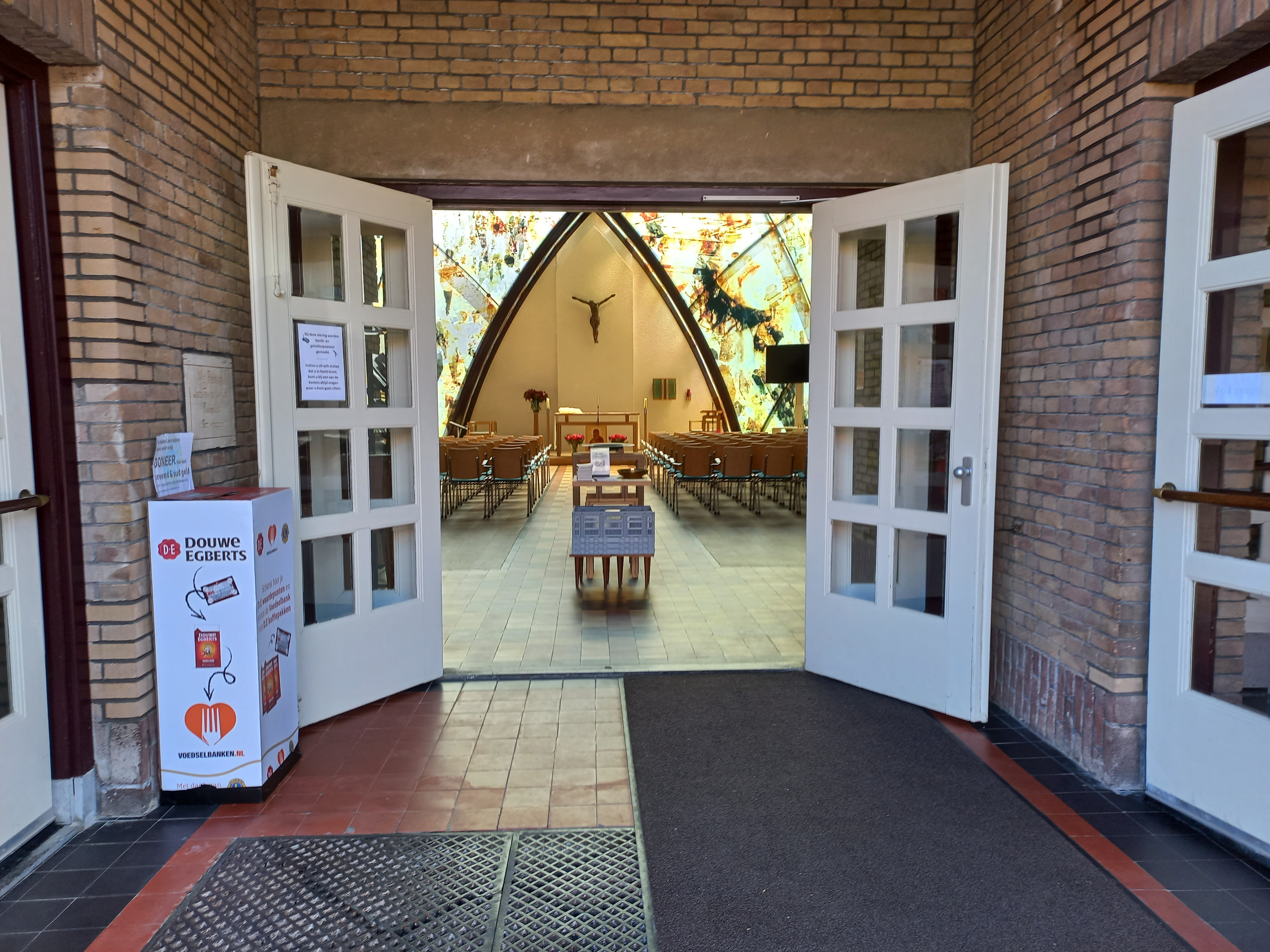
Inkijk richting kunstwerk oostgevel (juni 2022)